# 부신겉질자극호르몬 방출호르몬

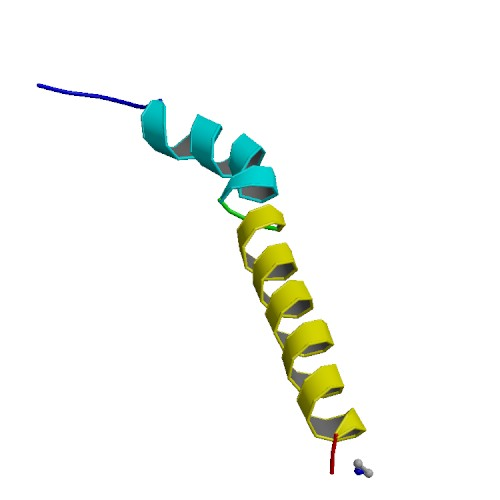

부신겉질자극호르몬 방출호르몬(영어: corticotropin-releasing hormone, CRH)으로 잘 알려진 코르티코트로핀 방출호르몬은 또는 부신겉질자극호르몬 방출인자(영어: corticotropin-releasing factor, CRF) 또는 코르티콜리베린(영어: corticoliberin)이라고도 하는 방출호르몬으로 스트레스 반응에 관여하는 펩타이드 호르몬이다. 코르티코트로핀 방출인자 계열에 속하는 방출 호르몬이다. 인간에서는 CRH 유전자에 의해 암호화된다. 주요 기능은 시상하부 뇌하수체 부신 축(HPA 축)의 일부로서 뇌하수체에서 ACTH의 합성을 자극하는 것이다.

## 같이 보기
- 쿠싱 증후군